# Cadillac CTS-V
De Cadillac CTS-V is de krachtigste versie van de CTS van de Amerikaanse automobielconstructeur Cadillac en staat bekend als een van de snelste sedans ter wereld.

## Tweede generatie
De CTS-V van de tweede generatie bevat het 6,2 liter V8 supercharged LSA blok dat 410 kW (550 pk) en 747 Nm levert. Dit blok is identiek aan het LS9 blok van de Corvette ZR1 alleen is het uitgerust met een kleinere supercharger. De auto is standaard voorzien van Magnetic Ride Control en ESP. John heinricy, testrijder en directeur van de performance divisie van GM zou met de CTS-V zou een rondetijd van 7'59"32 gereden hebben op de Nürburgring Nordschleife.

## Eerste generatie
De CTS van de eerste generatie gebruikte de motor en de versnellingsbak van de Corvette Z06. Het ging om een 5.7 V8 en een handgeschakelde zesbak.
In 2006 werd de 5.7 V8 vervangen door een krachtigere 6.0 V8 die gebruikt werd in de nieuwe Corvette C6. De auto kreeg een onderstel dat geschikt was voor het circuit, 18" velgen met Goodyear Eagle F1 Supercar (runflat) rondom. Het was de eerste Cadillac uit de V-serie die een "concurrent" was voor de M- (BMW), AMG- (Mercedes-Benz) en RS-modellen (Audi). De verbeterde handling is te danken aan het verstevigde chassis (door Opel) en Brembo-remmen.